# 臭素酸カルシウム
臭素酸カルシウム（しゅうそさんカルシウム、英Calcium bromate）はカルシウムの臭素酸塩で、化学式Ca(BrO3)2で表される無機化合物。一部の国では臭素酸カリウムと同様に小麦粉改良剤として用いられるが、日本では認可されていない。（E番号 E924b）

## 生成
水溶液中で水酸化カルシウムに臭素を加え加熱すると、不均化反応により生成し、溶液を濃縮すると一水和物が析出する。
{\displaystyle {\ce {6 Ca(OH)2\ + 6 Br2 -> Ca(BrO3)2\ + 5 CaBr2\ + 6 H2O}}}

## 性質
一水和物は斜方晶系の無色の結晶であり、水に易溶で潮解性を持ち、加熱により脱水して180℃程度で無水物になる。
さらに強熱すると酸素を放出して分解する。
{\displaystyle {\ce {Ca(BrO3)2 -> CaBr2\ + 3 O2}}}